# Factores bióticos

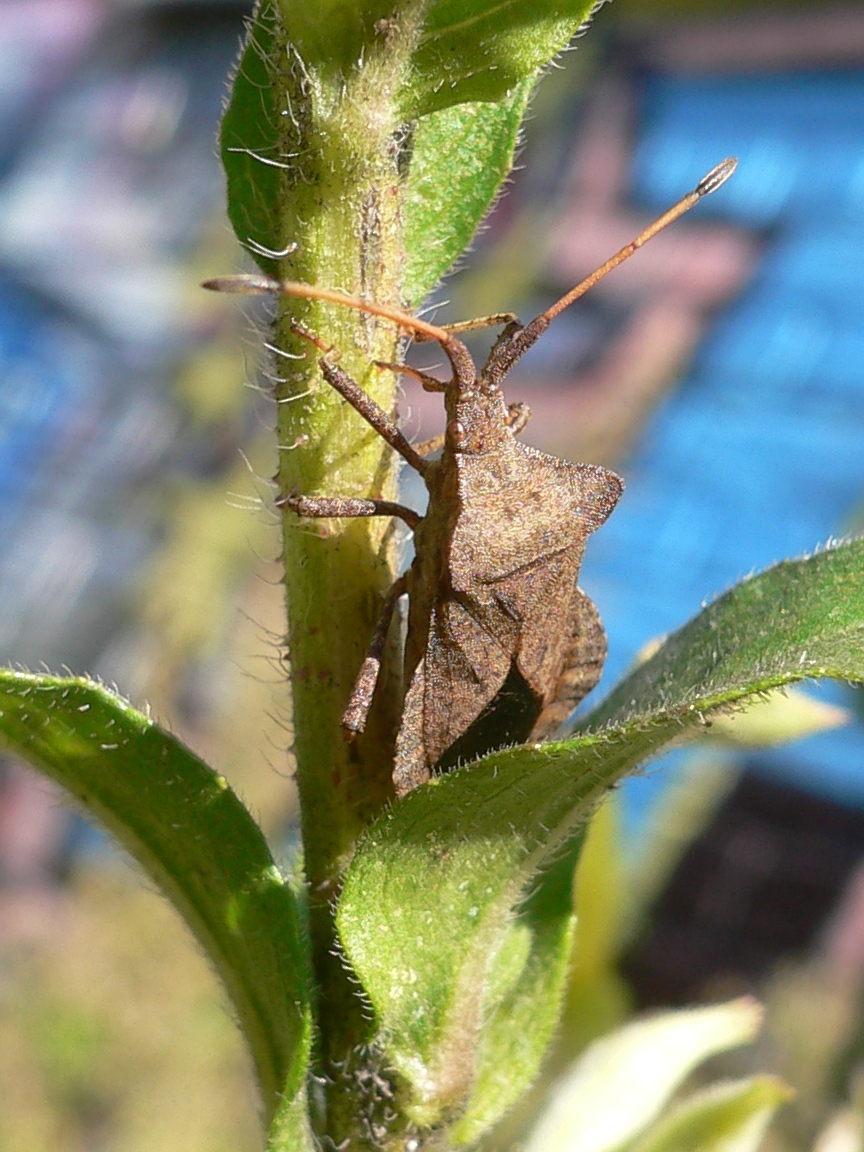
Un insecto hemíptero (Coreus marginatus) se alimenta de onagra común (Oenothera biennis).

Los factores bióticos son los organismos vivos que influyen en la forma de un ecosistema. Pueden referirse a la flora, la funga y la fauna de un lugar y sus interacciones. Los individuos deben tener comportamiento y características fisiológicas específicas que permitan su supervivencia y su reproducción en un ambiente definido. La condición de compartir un ambiente engendrando competencia u otros tipos de interacciones entre las especies, dados por el alimento, el espacio, etc. Como consecuencia modifican las poblaciones de otras especies.
Una población es un conjunto de organismos de una especie que están en una misma zona. Se refiere a organismos vivos, ya sean unicelulares o pluricelulares.
En contraste con los factores bióticos están los factores abióticos, aquellos que no son vivos, no forman parte o no son productos de los seres vivos. Son los factores inertes: climático, geológico o geográfico, presentes en el medio ambiente y que afectan a los ecosistemas.

## Tipos de factores bióticos
Los miembros de la cadena trófica son factores bióticos incluyendo:
1. Productores o autótrofos, organismos capaces de fabricar o sintetizar sus propios alimentos a partir de sustancias inorgánicas como dióxido de carbono, agua y sales minerales. Las plantas son seres autótrofos.
2. Consumidores o heterótrofos, organismos incapaces de producir o generar su alimento, por ello lo ingieren ya sintetizado. Los animales son seres consumidores.
3. Descomponedores, organismos que se alimentan de materia orgánica en descomposición. Entre ellos están los hongos y las bacterias.

Además debemos considerar
1. Los mutualistas, donde diversas especies se benefician mutuamente, como polinizadores y flores y como hongos micorrizos y árboles.
2. Los ingenieros de ecosistemas, como los castores cuyos diques crean hábitat para otras especies.
3. Las especies clave, que tienen un impacto desproporcionado en su medio ambiente en relación con su abundancia, por ejemplo los erizos de mar.